# هنري تايلور باركر
هنري تايلور باركر (بالإنجليزية: Henry Taylor Parker)‏ هو صحفي أمريكي، ولد في 29 أبريل 1867، وتوفي في 30 مارس 1934.